# Rytis Jokubauskas
Rytis Jokubauskas (* 19. Januar 1977 in Vilnius) ist ein litauischer Jurist, Rechtsanwalt und Politiker, Vizeminister, stellvertretender Justizminister Litauens.

## Leben
Nach dem Abitur  an der Mittelschule absolvierte er von 1995 bis 2000 das Diplomstudium der Rechtswissenschaften an der Universität Vilnius in der litauischen Hauptstadt Vilnius. 
Von 2001 bis 2014 war er Sekretär der Litauischen Anwaltskammer. Von 2001 bis 2016 lehrte er als Dozent an der Mykolas-Romeris-Universität. Von 2004 bis 2025 war er	Experte am NGO-Rechtsinstitut.  Von 2004 bis 2025 war er	Rechtsanwalt, von 2008 bis 2025 Experte für Projekte der Europäischen Union und des Europarates, von 2019 bis 2025 Vizepräsident der Verbraucherallianz. 
Seit  2025 ist er ihr Stellvertreter von Rimantas Mockus am Justizministerium Litauens  im Kabinett Paluckas, geleitet von Gintautas Paluckas.